# Spirit de Washington
Maillots
Actualités
Dernière mise à jour : 2 juin 2025.
Le Spirit de Washington (en anglais : Washington Spirit), est un club franchisé de soccer féminin professionnel américain basé à Washington, D.C..

## Bilan général
Bilan par saison en National Women's Soccer League.
| Année | Saisons régulières                                   | Séries éliminatoires                                 |
| ----- | ---------------------------------------------------- | ---------------------------------------------------- |
| 2013  | Termine 8e                                           | Ne se qualifie pas pour les éliminatoires            |
| 2014  | Termine 4e                                           | Se qualifie pour les demi-finales                    |
| 2015  | Termine 4e                                           | Se qualifie pour les demi-finales                    |
| 2016  | Termine 2e                                           | Finaliste                                            |
| 2017  | Termine 10e                                          | Ne se qualifie pas pour les éliminatoires            |
| 2018  | Termine 8e                                           | Ne se qualifie pas pour les éliminatoires            |
| 2019  | Termine 6e                                           | Ne se qualifie pas pour les éliminatoires            |
| 2020  | Saison abandonnée à cause de la pandémie de Covid-19 | Saison abandonnée à cause de la pandémie de Covid-19 |
| 2021  | Termine 3e                                           | Vainqueur                                            |
| 2022  | Termine 11e                                          | Ne se qualifie pas pour les éliminatoires            |
| 2023  | Termine 8e                                           | Ne se qualifie pas pour les éliminatoires            |
| 2024  | Termine 2e                                           | Finaliste                                            |

## Personnalités du club

### Entraîneurs
- Mike Jorden (2012-2013)
- Mark Parsons (2013-2015, 2022-2023)
- Jim Gabarra (2015-2018)
- Tom Torres (août 2018 jusqu'à décembre 2018)
- Richie Burke (2018-2021)
- Kris Ward (2021-2022)
- Angela Salem (le 27 août 2022)
- Albertin Montoya (septembre 2022 jusqu'à novembre 2022)
- Adrián González (le 23 janvier 2024 jusqu'au 5 juillet 2023)
- Jonatan Giráldez (6 juillet 2024-mai 2025)

### Joueuses emblématiques
- Ali Krieger (2013-2016)
- Laura del Río (2015-2017)